# Housing Act 1949
La británica Ley de Vivienda de 1949 fue una Ley del Parlamento británico que permitió a los ayuntamientos adquirir viviendas para rehabilitaciones o remodelaciones utilizando hasta un 75% de subvenciones estatales. Además dio a las autoridades locales una amplia gama de herramientas, como la de proporcionar restaurantes o comedores y lavanderías a los inquilinos de pisos y urbanizaciones municipales, y la de venderles muebles. Esta legislación también eliminó la restricción, impuesta a las autoridades locales por las anteriores leyes de vivienda, que se limitaba a viviendas para personas de clase trabajadora. El objetivo de este cambio era permitir a las autoridades locales promover diversidad de tipologías  de casas y tamaños, atrayendo a todos los grupos de ingresos. Además, la Ley introdujo subvenciones para renovaciones de viviendas de los propietarios y de ocupantes particulares. Según Norman Ginsburg, esta legislación fue el primer ejemplo de una política de "bienestar social" con respecto a propietarios ocupantes, ya que las autoridades locales debían dirigir estas subvenciones para aumentar las propiedades a un estándar de dieciséis puntos.